# Herrlisheim-près-Colmar

Herrlisheim-près-Colmar este o comună în departamentul Haut-Rhin din estul Franței. În 2009 avea o populație de 1.759 de locuitori.

## Evoluția populației
| An        | 1975  | 1982  | 1990  | 1999  | 2006  | 2009  |
| --------- | ----- | ----- | ----- | ----- | ----- | ----- |
| Populație | 1.092 | 1.518 | 1.509 | 1.586 | 1.650 | 1.759 |